# Senath
Senath é uma cidade localizada no estado americano de Missouri, no Condado de Dunklin.

## Demografia
Segundo o censo americano de 2000, a sua população era de 1650 habitantes.
Em 2006, foi estimada uma população de 1628, um decréscimo de 22 (-1.3%).

## Geografia
De acordo com o United States Census Bureau tem uma área de
4,9 km², dos quais 4,9 km² cobertos por terra e 0,0 km² cobertos por água. Senath localiza-se a aproximadamente 78 m acima do nível do mar.

## Localidades na vizinhança
O diagrama seguinte representa as localidades num raio de 16 km ao redor de Senath.